# Bálizs Anett
Bálizs Anett (Zalaegerszeg, 1984. július 25. –) magyar színésznő.
A televíziós sikert és ismertséget a TV2 Jóban Rosszban című sorozata hozta meg számára 2008-ban, amelyben Oravecz Fanni főnővér karakterét alakítja. Számos szinkronszerepet tudhat a háta mögött: 2009 óta filmekben, sorozatokban és animációs filmekben is hallható. 2012-ben az Újszínház társulatának tagja lett, ahol olyan színpadi alkotásokban szerepelt, mint A gyertyák csonkig égnek, a Bodnárné vagy A kőszívű ember fiai. Jelenleg a Csongor és Tünde, a Bizánc, illetve a Legénybúcsú című színdarabban látható. Időnként a Játékszín és a Hadart Színház színpadán is feltűnik.

## Életpálya

### Korai évek és a karrier kezdete
Gyermekkorát szülővárosában töltötte szüleivel – akik a Szovjetunióban ismerkedtek meg, majd Magyarországra költöztek –, és bátyjával. Édesanyjával már gyermekkorában sokat járt színházba. Abban az időben tetszett meg neki a színpad világa, a díszletek és a kosztümök. Egy-egy előadás után sokat ábrándozott a színházi közegről, de nem mert komolyan arra gondolni, hogy mindez egyszer akár valósággá is válhat.
Miután befejezte az általános iskolát, az Ady Endre Művészeti Általános Iskola és Gimnáziumban tanult tovább ének-zene tagozaton. Eközben a zalaegerszegi Pálóczi Horváth Ádám Zeneiskolában képezte hangját magánórákon. Ekkor értesült arról, hogy énekeseket keresnek a Hevesi Sándor Színház kórusába, ahová később be is került. Mint mondta, önmagában már az öröm volt számára, hogy a művészbejárón mehetett be, és így egy lépéssel közelebb kerülhetett céljához, még, ha csak kóristalányként is. Itt nyerhetett betekintést a színészet világának széles spektrumába. Ebben az időszakban döntötte el, hogy színésznőként fog tevékenykedni. A színpad volt az, ami felkeltette benne a színészet iránti érdeklődést. A tánctudására is felfigyeltek, később pedig folyamatosan dolgozott a színházban mint énekes-táncos. Mindezt a gimnázium mellett csinálta. 16 éves korától kezdve három évadot töltött itt. Hét évig zongorázni tanult, illetve táncszeretetéből adódóan ugyancsak hét évig dzsesszbalettozott is.
2003-ban érettségizett, ezt követően pedig felköltözött Budapestre, majd a Gór Nagy Mária Színitanodában folytatta tanulmányait. Közben folyamatosan dolgozott, hogy a tandíjra valót gyűjtse: sorra kapta a modellfelkéréseket, emellett válogatásokra és meghallgatásokra járt. Úgy képzelte el, hogy a tanulmányai befejezése után bekerülhet egy színházba. „Akár vidékre, akár a fővárosba, csak színház legyen” – gondolta akkoriban a színésznő.
2005-ben egy magyar zenei producer és lemezlovas, Lotters Krisztián, művésznevén DJ Lotters Hogyan tudnék élni nélküled című videóklipjében egy szerelmespár női tagját alakította. Egy évvel később a zenész és Galambos Dorina Vinnélek című videójában játszott szerepet. Ugyanebben az évben vendégszerepet kapott az Egy rém rendes család Budapesten című sorozat 11. epizódjában, a Földre szállt angyal-ban, mely 2007 márciusában került a TV2 képernyőjére.
2006. július 15-én aközött a 250 versenyző között volt, akik részt vettek a siófoki Hotel Azúrban megrendezésre került Miss Balaton szépségverseny elődöntőjén. Ezt követően bekerült a 33 fős középdöntőbe. Végül az augusztus 4-ei döntőbe jutott: a legjobb 16 versenyző közé.

### Jóban Rosszban, színház és szinkron
2006 novemberében, a GNM Kontúr Fizikai Táncszínház Portugál című darabjában kapott szerepet a művésznő. 2007 márciusában pedig Felhőfi-Kiss László által írt és rendezett Miért pont szerdán? című alkotásban keltette életre Penyige Niki karakterét.
2007-ben végzett a színitanodában, és mivel rendszeresen járt válogatásokra, ennek meglett az eredménye: megkapta a TV2 egyik napi sorozatának, a Jóban Rosszban főnővérének szerepét. 2008 óta rendszeresen Oravecz Fanni karakterének bőrébe bújik.
Úgy véli, a színpadi munka és a filmezés nem összehasonlítható, hiszen előbbinél kapcsolatban van az előtte ülő nézővel: „Mindegyiknek megvan a maga szépsége. A sorozat felvételén valamit elront az ember, legfeljebb újravesszük. A színházban viszont valahogy ki kell jönni egy ilyen szituációból, és az nagyon nehéz, de nagyon izgalmas. És ne feledkezzünk meg arról, hogy egy ilyen produkciónak, mint a Jóban Rosszban, milliós nagyságrendű nézője van, egy színházba pedig pár százan férnek be estéről estére – velük viszont megvan a személyes kontaktus.”
A szinkronszínészet világában is megállja a helyét. Számos szinkronszerepet tudhat a háta mögött: 2009 óta filmekben, sorozatokban és animációs filmekben egyaránt hallható. 2011-ben a Dokik című sorozat egyik szereplőjének szinkronhangjaként kérték fel: egy amerikai színésznő, Eliza Coupe által megformált karakternek, Dr. Denise Mahoneynak kölcsönözte a hangját, melyről így nyilatkozott: „Teljesen más csak a hangommal játszani, figyelni a színész mimikáját és azonosulni vele, mint kamera elé állni és úgy megszemélyesíteni valakit.” Később így fogalmazott a szinkronszínészetről: „Fel kell venni az adott karaktert. Az eredeti szöveg hanglejtésére, a hangszínére, a habitusára szoktam fókuszálni. Apróságokra is oda kell figyelni. Sok információ van ilyenkor a lapon a szöveg mellett: rövidítések; zárójelben néha azt is leírják, hogyan adjuk elő a mondatokat. Többféleképpen hangozhat, például hüppögve, kiabálva, suttogva.”
2014. július 18-án és augusztus 15-én mutatták be a Csak egy kis pánik című krimi-komédiát a velencei Esztrád Vízi Színházban, amelyben a művésznő is szerepet kapott a Jóban Rosszban című sorozatból ismert színészkollégái mellett. J. Simon Aranka (Juhász Adrienn édesanyja) írta, míg Kubinszky Péter rendezte a darabot, Kondákor Zsófia édesapja pedig a díszletet készítette.
Időnként a Hadart Színház színpadán tűnik fel a színésznő, mint vendégművész. 2016. április 29-én és november 25-én az Őrületek tornya című színpadi alkotásában vendégszerepelt; Végh Juditot helyettesítve. 2017. december 2-án, Dombóváron pedig a Süsü, a sárkány kalandjai című zenés mesejátékban szerepelt.
2019. május 4-én mutatta be a Játékszín Szente Vajk Legénybúcsú című vígjátékát, mely színdarabban a művésznő is szerepet kapott. 2019. december 7-én és 8-án a Kalamajka a Kastélyban című zenés mesejátékban tűnt fel, amelyet a Danubius Hotel Gellértben mutattak be.

#### Az Újszínház társulatának tagjaként
2012 óta tagja az Újszínház társulatának, ahol legelőször Márai Sándor A gyertyák csonkig égnek című regényéből készült darabban alakította Krisztinát, melyet október 5-én mutattak be Pozsgai Zsolt rendezésében. „Megtisztelő ilyen kiváló színészekkel együtt játszani. Pozsgai Zsolttal áprilisban találkoztunk. Talán volt egy elképzelése Krisztináról, és én ennek szerencsére megfeleltem. Fontos ez nekem, mivel a filmezés mellett most egy másik oldalamat is megmutathatom. A próbák során kezdtem egyre inkább azonosulni Krisztinával, hiszen az elején egy kissé fiatalnak éreztem magam a karakterhez. Nem akartam például elhinni, hogy jó is lehet egy ősz paróka egy fiatal lány arcához, de ahogy felvettem, rájöttem, hogy ez abszolút nem zavaró, és szerintem kifelé sem fog ez feltűnni a közönségnek. (...) Bízom benne, hogy egy szép előadást hoztunk létre, és elnyeri a közönség tetszését is” – mondta a színésznő az előadásról. Oldalán Helyey László, Tordai Teri és Szabó Sipos Barnabás is megjelent. A színdarab 2013. október 18-án volt utoljára látható.
2013. szeptember 3-án és 5-én mutatta be az Újszínház társulata a Városmajori Szabadtéri Színpad nyári szezonzáróján Móricz Zsigmond Nem élhetek muzsikaszó nélkül című vígjátékát, amelyben a művésznő is szerepet kapott. A szeptember 19-ei nyilvános főpróba óta pedig a színház műsorán látható e színdarab, melyben Borcsát, a szakácsnét formálja meg a színésznő. Oldalán olyan nagy múltú színművésznők is feltűnnek, mint Esztergályos Cecília, Tordai Teri és Császár Angela.
2013. november 24-től Cica szerepét osztották a művésznőre: Bátyai Éva helyett testesítette meg a karaktert a Bodnárné című színházi darabban. 2014. április 23-án az alkotás utolsó előadása volt látható.
2014. november 27. és 2016. május 2. között Tünde karakterét öltötte magára az Újszínházban; Vörösmarty Mihály Csongor és Tünde című művének színpadi változatában. Az alkotásban Bordán Irén, Gregor Bernadett, Jánosi Dávid és Brunner Márta is feltűnt a művésznő mellett.
A 2015. november 12-ei nyilvános főpróba után, november 13-án Mikszáth Kálmán A Noszty fiú esete Tóth Marival című regényéből készült előadás premierje volt látható. E darabban Velkovics Rozáliát alakítja. Olyan művészek oldalán jelenik meg, mint Pikali Gerda, Kökényessy Ági vagy Mihályi Győző. A bemutató előtt – Vass György rendező vezetésével – hét héten át, időnként naponta kétszer próbálták el a színdarabot. A társulat egy saját változatot mutatott be, mivel egyik korábbi előadás jogát sem sikerült megszerezni, így eltért a régebbi feldolgozásoktól.
2017. január 13-tól Jókai Mór A kőszívű ember fiai című regénye alapján készült színpadi adaptációban játszott szerepet. Koncz Andrea helyett testesítette meg egy időre Lánghy Aranka karakterét.
Február 20-án egy figyelemfelkeltő kampányban vett részt a színésznő a Miss Spinner 2017 Kerekesszékes Szépségkirálynő-választás csapata, illetve Pikali Gerda oldalán. Magyarországon ez volt az első ilyen kezdeményezés, amikor e kampányban részt vevő hölgyek együtt álltak kamera elé egy fotózáson. A fotósorozat témája: „Együtt az esélyegyenlőségért! Szerepcsere, nemcsak a színházban!” A Miss Spinner csapatának küldetése, hogy elhalványodjanak a különbségek, illetve, hogy a társadalom befogadóképességének pozitív irányba történő átfordítását eredményezze a fotósorozat.
Március 16-tól kezdve ismét műsorra tűzte az Újszínház a Csongor és Tünde című darabot a művésznő főszereplésével, mely 2016 májusában került le a repertoárról. 2017. október 4-től A királylány bajusza című színdarabban vette át egy időre Ágacska szerepét.
2018. február 23-án mutatta be az Újszínház Herczeg Ferenc Bizánc című történelmi színművét, melyben Olga szerepét ölti magára.
2024-ig volt a társulat tagja.

## Színházszerepek
| Év        | Író                 | Rendező             | Színdarab                       | Szereplő                       |
| --------- | ------------------- | ------------------- | ------------------------------- | ------------------------------ |
| 2019      | Pille Tamás         | Pille Tamás         | Kalamajka a Kastélyban          | Csipkerózsika                  |
| 2019–     | Szente Vajk         | Szente Vajk         | Legénybúcsú (MeG eGY CSoKiii)   | Candy, a tündöklő fiatal sztár |
| 2018–     | Herczeg Ferenc      | Nagy Viktor         | Bizánc                          | Olga, bizánci nagyhercegnő     |
| 2017–2019 | Páskándi Géza       | Háda János          | A királylány bajusza            | Ágacska                        |
| 2017–2019 | Jókai Mór           | Seregi Zoltán       | A kőszívű ember fiai            | Lánghy Aranka                  |
| 2016–     | Moravetz Levente    | Háda János          | Őrületek tornya*                | Csuka Edit                     |
| 2015–     | Mikszáth Kálmán     | Vass György         | A Noszty fiú esete Tóth Marival | Velkovics Rozália              |
| 2014–     | Vörösmarty Mihály   | Gaál Ildikó         | Csongor és Tünde                | Tünde                          |
| 2014      | Juhász-Simon Aranka | Kubinszky Péter     | Csak egy kis pánik              | Lili, a cukrász                |
| 2013–2014 | Németh László       | Dózsa László        | Bodnárné                        | Cica                           |
| 2013–     | Móricz Zsigmond     | Bodolay Géza        | Nem élhetek muzsikaszó nélkül   | Borcsa, a szakácsné            |
| 2012–2013 | Márai Sándor        | Pozsgai Zsolt       | A gyertyák csonkig égnek        | Krisztina                      |
| 2007      | Felhőfi-Kiss László | Felhőfi-Kiss László | Miért pont szerdán?             | Penyige Niki                   |
| 2006      | Egressy Zoltán      | Forgács Péter       | Portugál                        | Feleség                        |

* Végh Juditot helyettesítve.

## Filmográfia

### Televíziós sorozatok
- Gólkirályság – titkárnő (2024)
- Jóban Rosszban ~ Oravecz Fanni főnővér (2008–2022)
- Egy rém rendes család Budapesten ~ Melinda

### Film
- ZooKids – Mentsük meg az Állatkertet! (2008)

### Videóklipek
- OZIRISZ – Save Your Life (2012)
- Dure – Nem ismerlek már (2008)
- DJ Lotters vs. Nyeste feat. Galambos Dorina – Vinnélek (2006)
- DJ Lotters – Hogyan tudnék élni nélküled (2005)

### Reklám
- Chio Chips (2007)

## Szinkronszerepek

### Filmek
- Az – Második fejezet (2019) ~ Victoria anyja (Kelly Van der Burg)
- Annabelle 3. (2019) ~ Nővér (Kenzie Caplan)
- Alita: A harc angyala (2018) ~ Gelda (Michelle Rodriguez)
- A szépség és a szörnyeteg (2017)
- Minden, amit akarsz (2017) ~ Regina (Andrea Lehotska)
- A Kereszt háborúja (2017) ~ April (Judy Dinella)
- Éjjeli hajsza (2017)
- Star Wars: Az utolsó Jedik (2017) ~ Paige Tico (Ngo Thanh Van)
- Zsivány Egyes – Egy Star Wars-történet (2016)
- A démon arca (2016)
- Kivétel és szabály (2016) ~ Betty (Louise Linton)
- Doktor Strange (2016)
- Kedves öcsém, facsiga (2016)
- Rossz anyák (2016)
- Központi hírszerzés (2016)
- Démonok között 2. (2016)
- Tini Nindzsa Teknőcök: Elő az árnyékból! (2016)
- X-Men: Apokalipszis (2016)
- Batman Superman ellen – Az igazság hajnala (2016) ~ Leblanc (Nicole Forester); Erika R. Erickson (Erika R. Erickson)
- Bazi nagy görög lagzi 2. (2016) ~ Esküvőszervező (Ashleigh Rains)
- Star Wars: Az ébredő Erő (2015)
- Kész katasztrófa (2015) ~ Rachel nővér (Rachel Feinstein)
- Törtetők (2015) ~ Maria Menounos (Maria Menounos)
- Mad Max – A harag útja (2015) ~ The Dag (Abbey Lee)
- Farkas Totem (2015)
- A szürke ötven árnyalata (2015) ~ Andrea (Rachel Skarsten)
- A szörny az anakonda ellen (2015)
- Holnapolisz (2015)
- Vörös bosszú (2014)
- Véres igazság (2014)
- A Zöld Sárkányok bosszúja (2014)
- X-Men: Az eljövendő múlt napjai (2014)
- Tomboló bosszúvágy (2014)
- A mindenség elmélete (2014) ~ Sarah (Victoria Emslie)
- Jack Ryan: Árnyékügynök (2014)
- Az igazság védője (2014) ~ Lena (Iulia Verdes)
- Herkules: Feltámadás (2014)
- Hello Ladies: A mozifilm (2014) ~ Carrie (Carly Craig)
- Gabby Douglas – Egy tornászlány története (2014) ~ Li (Sarah Surh)
- Éjjeli féreg (2014)
- A csodálatos Pókember 2. (2014)
- Birdman avagy (A mellőzés meglepő ereje) (2014)
- Menekülj! 2. (2014) ~ Kayla (Chelan Simmons)
- 50 az 1-hez (2014)
- Z világháború (2013)
- Vakáció Mr. Darcyval (2013)
- R.I.P.D. – Szellemzsaruk (2013)
- Mellékhatások (2013) ~ Gyógyszerügynök (Andrea Bogart)
- Locke – Nincs visszaút (2013) ~ Katrina (hang) (Ruth Wilson)
- Insidious – A gonosz háza (2013)
- Farkas (2013)
- Az elnök végveszélyben (2013)
- Don Jon (2013) ~ Gina (Italia Ricci)
- Démonok között (2013) ~ Camilla (Amy Tipton)
- 47 Ronin (2013)
- A sárkány szeme (2012) ~ Rosanna (Crystal Mantecon)
- A legjobb pillanatban! (2012)
- Kispályás szerelem (2012)
- A Kaptár – Megtorlás (2012)
- Gyötrelmes csapda (2012)
- Én, a séf (2012) ~ Kritikus (Élodie Hesme)
- A vér és méz földjén (2011)
- X-Men: Az elsők (2011) ~ Amy (Annabelle Wallis)
- Pszichoszingli (2011)
- Pláza Mikulások (2011) ~ Tonya (Kim Roberts)
- Lopott idő (2011)
- Krízispont (2011) ~ Heather Burke (Ashley Williams)
- A kereszt - Ha eljön a vég (2011)
- Frászkarika (2011) ~ Doris (Emily Montague)
- Zöld darázs (2011) ~ Anna Lee (Analeigh Tipton)
- Féktelen harag (2011)
- Tron: Örökség (2010)
- Tőzsdecápák - A pénz nem alszik (2010)
- Országúti bordély (2010)
- A karate kölyök (2010)
- Casino Jack (2010)
- Rémségek cirkusza (2009)
- Az aranykezű sebész (2009) ~ Karen Smith (Emily Sutton-Smith) [szinkron 2016-ban]
- Ámítás (1992) [szinkron 2014-ben]
- Csehszlovák angyalbőr (1988)
- Félek (1977) [szinkron 2016-ban]
- Emmanuelle: Az antiszűz (1975)
- Férfivadászat (1964)

### Sorozatok
| Sorozat                                   | Szereplő                   | Színész            |
| ----------------------------------------- | -------------------------- | ------------------ |
| 12 majom                                  | Max                        | Romina D'Ugo       |
| Dokik                                     | Dr. Denise Mahoney         | Eliza Coupe        |
| Egyszer volt, hol nem volt                | Kathryn Nolan / Abigail    | Anastasia Griffith |
| Empire                                    | Michelle White             | Jennifer Hudson    |
| Épülő vonzerő (2. rész: Bezsongva)        | Natalie                    | Diora Baird        |
| Gázos páros (V/13. (befejező) rész)       | Podcaster                  | Starlee Kine       |
| Houdini                                   |                            |                    |
| Időtlen szerelem                          | Matilde López              | Grettell Valdez    |
| Kékpróba                                  | Diszpécser                 |                    |
| Ki vagy, doki? - Az elkárhozottak utazása |                            |                    |
| Ki vagy, doki? - Az idő végzete 1.        |                            |                    |
| Ki vagy, doki? - Az idő végzete 2.        |                            |                    |
| La To Vegas - A jackpotjárat              | Ronnie                     | Kim Matula         |
| María (teleregény, 2015)                  | Diana Bazaine Aparicio     | Mariluz Bermúdez   |
| Pan Am                                    | Bridget Pierce             | Annabelle Wallis   |
| Quantico (I/1. rész)                      | Shelby Wyatt               | Johanna Braddy     |
| Rush - A hajsza                           | Audrey Khoo                | Camille Keenan     |
| Seherezádé                                | Füsun Evliyaoğlu           | Yonca Cevher       |
| Szívdobbanás                              | Alexandra Lohmann          | Verena Mundhenke   |
| Szívtelen (I/1. rész)                     | Ottmann grófné             | Laura Christensen  |
| Teresa                                    | Luisa de la Barrera Azuela | Fernanda Castillo  |
| Tiltott szerelem                          | Elif Bender                | Eda Özerkan        |
| Törtetők                                  | Maria Menounos             | Maria Menounos     |

### Animációs filmek és sorozatok
| - Toy Story 4. (2019) ~ Muffin / Női GPS hang - Pat, a kutya (2017) ~ Lola anyukája - Coco (2017) - Verdák 3. (2017) ~ Karambuli / TC riporter - Szenilla nyomában (2016) ~ Abby (Torbin Xan Bullock) / doktorhal / turista - Angry Birds – A film (2016) - Zootropolis – Állati nagy balhé (2016) ~ Priscilla (Kristen Bell) - Repcsik: A mentőalakulat (2014) - Csingiling és a kalóztündér (2014) ~ Csúszka (Grey DeLisle) - Csingiling: A szárnyak titka (2012) ~ Csúszka (Grey DeLisle) - Anyát a Marsra (2011) ~ Ki, a marslakólány (Elisabeth Harnois) - Csingiling és a nagy tündérmentés (2010) - Conan, a detektív ~ Aiko (#1) (Mari Maruta) / Kacugari Jukiko (#48-49) (Macubara Hirono) - D.Gray-man ~ Lero (Itó Sizuka) - Lego Friends ~ Tanya Butaire (3. hang) - Medvetesók - Mr. Bean ~ Állatkerti jegypénztáros - Sanjay és Craig ~ Belle Pepper (Nika Futterman) - Star Wars: A klónok háborúja ~ Mon Mothma (2. hang) (Kath Soucie) / Twi'lek táncoslány |